# Arichanna aphanes
Arichanna aphanes är en fjärilsart som beskrevs av Eugen Wehrli 1933. Arichanna aphanes ingår i släktet Arichanna och familjen mätare. Inga underarter finns listade i Catalogue of Life.